# Анна Корсун (композиторка)
Анна Корсун (нар. 1986, Донецьк, Україна) — українська композиторка, виконавиця сучасної музики.
Анна Корсун навчалася у Національній музичній академії України (2005—2009) та у Мюнхенській вищій школі музики й театру (2010—2012). У 2014 році була резиденткою Cité Internationale des Arts (Париж), а в 2014—2015 рр. — Schloss Solitude Academy. Лауреатка композиторського конкурсу Гаудеамус (2014) та нагороди «Leonhard und Ida Wolf-Gedaechtnispreise» (Мюнхен, 2012).